# James C. Adamson
James Craig Adamson, född 3 mars 1946 i Warsaw, New York, är en amerikansk astronaut uttagen i astronautgrupp 10 den 23 maj 1984
Under missionen STS-28 med rymdfärjan Columbia gjorde han ett 80 minuter lång rymdpromenad och ytterligare en 142 minuter lång promenad vid missionen STS-43. Adamson var till 1992 direktanställd vid NASA och sedan blev han manager vid en högskola som har nära koppling till NASA. Senare hade han en hög position vid Lockheed Martin Aeronautics. Mellan 1995 och pensioneringen 2001 var han vid Alliedsignal.

## Rymdfärder
- STS-28
- STS-43